# Battaglia di Nezib
La battaglia di Nezib venne combattuta il 24 giugno 1839 a Nezib (attuale Nizip, in Turchia) tra le forze dell'Impero ottomano e quelle del Eyalet d'Egitto (dinastia alawita) al comando del principe ereditario Ibrāhīm Pascià. Si trattò del primo scontro bellico della guerra egizio-ottomana (1839-1841) il cui esito, favorevole agli egiziani, costrinse la Sublime porta a sollecitare un massiccio intervento delle forze occidentali (Francia, Gran Bretagna e Russia).

Partecipò allo scontro, in qualità di comandante d'artiglieria ottomana, un giovane Helmuth Karl Bernhard von Moltke.

## Antefatto
Nel 1831, il viceré d'Egitto Mehmet Ali aveva inviato un esercito al comando del principe ereditario Ibrāhīm Pascià in Siria con l'intenzione di estendere il dominio alawita (nominalmente vassallo di Istanbul ma nella pratica un governo autonomo) sul litorale levantino a discapito del sultano ottomano Mahmud II. Gli egiziani sconfissero pesantemente le forze imperiali nella battaglia di Konya (1833), trovandosi la strada sgombra verso la capitale turca. Il conflitto venne chiuso dalla pace di Kütahya, negoziata dall'Impero russo, intervenuto in soccorso della Sublime porta, a seguito della quale gli alawiti ritirarono le truppe dall'Anatolia previa cessione di Creta e Hijaz e la nomina di Ibrahim Pascià a wālī ("governatore") di Siria.

## Conseguenze
La vittoria a Nezib lasciò Ibrahim Pascià padrone della Siria, trampolino di lancio naturale verso Costantinopoli. Alcuni giorni dopo la battaglia, il sultano Mahmud II morì, lasciando l'Impero nelle mani del figlio sedicenne Abdülmecid I. Nel frattempo la flotta ottomana era stata sconfitta da Mehmet Ali. Regno Unito, Russia e Austria avevano tutto l'interesse a supportare l'Impero ottomano nella sua resistenza contro le forze di Mehmed Ali, in particolare perché tra gli alleati dell'Egitto vi erano Francia e Spagna. Anche se i ministri del nuovo sultano erano intenzionati a porre fine al conflitto cedendo il governo della Siria a Mehmet, gli alleati remarono contro questo progetto e proseguirono gli scontri.